# Křišťanovice
Křišťanovice (in tedesco Christdorf) è un comune della Repubblica Ceca facente parte del distretto di Bruntál, nella regione della Moravia-Slesia.